# منتخب أرمينيا تحت 19 سنة لكرة القدم
منتخب أرمينيا الوطني تحت 19 سنة لكرة القدم (بالأرمنية: Հայաստանի ֆուտբոլի պատանեկան հավաքական)‏ هو ممثل أرمينيا الرسمي في المنافسات الدولية في كرة القدم في فئة كرة قدم للرجال تحت 19 سنة، يديريه اتحاد أرمينيا لكرة القدم.